# Сухадоле (Литија)
Сухадоле (словен. Suhadole) је насељено место у општини Литија, Засавска регија, Словенија.

## Историја
До територијалне реорганизације у Словенији било је у саставу старе општине Литија.

## Становништво
У попису становништва из 2011. године, Сухадоле је имало 11 становника.
| Број становника према пописима | Број становника према пописима | Број становника према пописима |
| ------------------------------ | ------------------------------ | ------------------------------ |
| 1991                           | 2002                           | 2011                           |
| 31                             | 9                              | 11                             |

Напомена: Године 1995 смањен за део насеља који је проглашен за ново самостално насеље Берињек.